# Barbara von Renthe-Fink

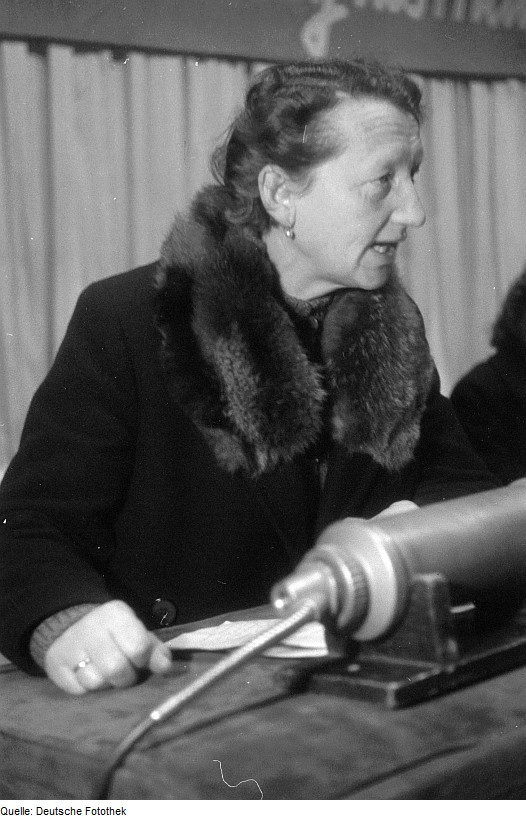
Barbara von Renthe-Fink, 1947 auf dem Gründungskongress des DFD

Annemarie Barbara Dorothea von Renthe-Fink, eigentlich von Renthe, genannt Fink (* 25. September 1901 in Berlin; † 14. Oktober 1983 in West-Berlin), war eine deutsche Ärztin und Gesundheitspolitikerin (SPD).

## Leben und Wirken
Nach dem Selbstmord des Vaters, des Bankdirektors Timon von Renthe, gen. Fink (1869–1913), zog sie mit ihrer Mutter nach Berlin. Das Abitur legte sie an der Cecilienschule in Berlin-Wilmersdorf ab. Danach studierte sie Medizin an den Universitäten Marburg, München und Kiel. Sie promovierte 1928. Zuerst war von Renthe-Fink Assistenzärztin in Glauchau. Sie war dort die Lebensgefährtin des Arztes Otto A. Jäger. Sie floh zur Machtübernahme der Nationalsozialisten kurzzeitig in die Schweiz. 1933 zog sie mit Jäger nach Adelsberg und ließ sie sich als Frauenärztin mit eigener Praxis in Chemnitz nieder.
Nach dem Zweiten Weltkrieg war Renthe-Fink zunächst Stadträtin für Gesundheitswesen in Chemnitz. Ende 1946 wurde sie nach Berlin in die Deutsche Zentralverwaltung für das Gesundheitswesen berufen. Sie gehörte zu den Mitgliedern des Gründungskongresses des Demokratischen Frauenbundes Deutschlands (DFD) und war für den DFD Abgeordnete im Deutschen Volksrat. Ab 1949 arbeitete sie als Abteilungsleiterin bei der Versicherungsanstalt Berlin. Später wirkte die Ärztin in der Senatsverwaltung für Gesundheitswesen, ab 1960 als Senatsdirektorin. Zur Pensionierung 1967 übernahm sie die Position einer Vizepräsidentin des Deutschen Roten Kreuzes (DRK) Berlin.
Ihr Grab befindet sich auf dem Friedhof Columbiadamm in Berlin-Neukölln.

## Schriften
- So alt wie das Jahrhundert. Lebensbericht einer Berliner Ärztin. R. G. Fischer, Frankfurt (Main) 1982, ISBN 3-88323-340-4.

## Ehrungen
- 1967 sollte Renthe-Fink das Bundesverdienstkreuz verliehen werden. Doch sie lehnte die Ehrung ab, da der neue Senat Albertz II die Zusammenlegung der Senatsverwaltungen für Gesundheit und für Jugend und Sport beschlossen hatte.
- 1976: Ernst-Reuter-Plakette
- Anfang der 1980er Jahre wurde ein neu errichtetes Altenpflegeheim in Berlin-Wilmersdorf, Bundesallee 33, nach ihr benannt.